# Roanda
Roanda (cyr. Роанда) – wieś w Serbii, w okręgu pomorawskim, w gminie Svilajnac. W 2011 roku liczyła 460 mieszkańców.